# Skælingsfjall
De Skælingsfjall is een berg die ligt op het eiland Streymoy, Faeröer. De berg heeft een hoogte van 767 meter.